# Tiefgang

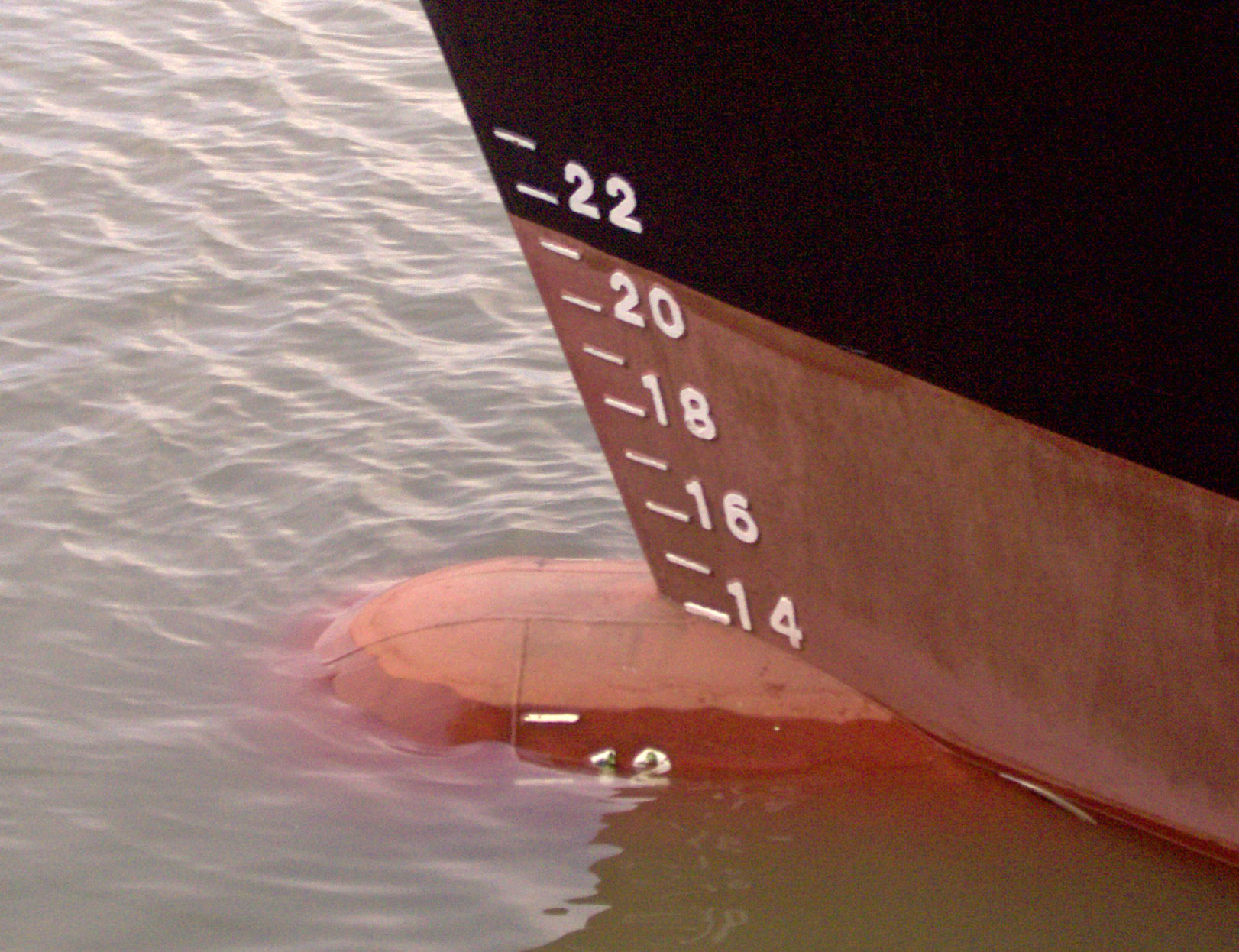
Tiefgangsmarken (Ahming) auf einem Schiffsbug, in Fuß

TF = Freibord Süßwasser Tropen
F = Freibord in Süßwasser
T = Freibord in tropischem Seewasser (Salzwasser des Meers)
S = Sommerlademarke in Seewasser
W = Freibord in Seewasser im Winter
WNA = Freibord in Seewasser im Winter im Nordatlantik

Der Tiefgang gehört zu den Schiffsmaßen und beschreibt die Distanz von der Wasserlinie bis zum tiefsten Punkt eines Schiffes.
Bei Jollen und Schwertbooten wird der maximale Tiefgang vom tiefsten Punkt des voll ausgefahrenen Schwertes bestimmt. Je nach Schwertstellung, die auch zum Trimmen des Bootes verwendet wird, kann der Tiefgang variieren. Bei größeren Schiffen und Kielbooten mit Festkiel, ohne Einstellmöglichkeiten ist der Tiefgang allein vom Ladezustand und der Dichte des Wassers abhängig. So befinden sich bei vielen seegängigen Schiffen nicht nur Lademarken für Süß- und Salzwasser, sondern meist nach unterschiedlichen Gewässern differenziert am Schiffsrumpf.
Der Freibordtiefgang bezeichnet den maximal zulässigen Tiefgang gemäß Freibordmarke bei voller Abladung.
Der Tiefgang eines Boots ist wichtig, denn er bestimmt prinzipiell, bis zu welcher Wassertiefe ein Schiff ohne Grundberührung fahren kann. Da Schiffe jedoch durch Fahrverhalten und äußere Einflüsse über den Tiefgang hinaus eintauchen können, ist für die Auslegung von Wasserstraßen die Tauchtiefe oder die Abladetiefe maßgeblich.
Auf älteren Seekarten sind Tiefen noch in Fathom („Faden“) angegeben: 1 fathom = 6 Fuß = 1,83 m. Auf neueren Seekarten wird die Tiefe in Meter angegeben. Allerdings gibt es Bereiche, von denen keine Karten außer denen des Army Map Service existieren. Der Army Map Service, eine der wichtigen kartographischen Institutionen, ist eine Abteilung des United States Army Corps of Engineers und benutzt weiterhin die Einheit fathom. Dadurch bleibt die Angabe in fathom weit verbreitet.

## Beispiele
| Name               | Typ                                                  | Tiefgang      |
| ------------------ | ---------------------------------------------------- | ------------- |
| Diesbar            | Schaufelraddampfer der Sächsischen Dampfschiffahrt   | max. 1,05 m   |
| Delta Queen        | Heckraddampfer auf dem Mississippi                   | max. 2,1 m    |
| Clifford J. Rogers | Containerschiff (erstes geplantes)                   | max. 5,43 m   |
| Norwegian Pearl    | Kreuzfahrtschiff der Jewel-Klasse (Panmax)           | max. 8,30 m   |
| AIDAnova           | Kreuzfahrtschiff der Helios-Klasse                   | max. 8,60 m   |
| Titanic            | Passagierschiff                                      | max. 10,54 m  |
| Gerald R. Ford     | Flugzeugträger der Gerald-R.-Ford-Klasse             | max. 11,9 m   |
| ZIM Panama         | Containerschiff vom Typ Hyundai 5000 (Panmax)        | max. 13,70 m  |
| E.R. Hong Kong     | Containerschiff der Samsung 5500-Klasse (Postpanmax) | max. 14,0 m   |
| Ever Given         | Containerschiff der Evergreen 20.000-TEU-Typ Klasse  | max. 15,7 m   |
| HMM Oslo           | Containerschiff der HMM Megamax-Klasse               | max. 16,525 m |
| Batillus           | Supertanker                                          | max. 28,6 m   |